# Condado de Morhange
El condado de Morhange fue un pequeño condado en Lorena bajo la administración de la familia Hoensbroech.

## Historia
El condado nació en 1604 como un pequeño estado imperial, sufrió los embates de la guerra de los 30 años.
Su conde mantuvo la neutralidad en 1668 y 1672 pero lo invadió Francia en este último año. Sus condes eran católicos pero toleraron el calvinismo y el luteranismo.

## Condes
- 1604-1632:Federico  Eusebio (1568-1632)
- 1632-1645:Claudio Eusebio (1609-1645)
- 1645-1687:Alejandro Federico (1642-1687)
- 1687-1736:Paul Alejandro Eusebio (1669-1736)
- 1736-1789:Federico Julio Wenzel (1710-1789)

- Datos: Q85866775